# Un lugar al sol
Un lugar al sol es una película en blanco y negro de Argentina dirigida por Dino Minitti según su propio guion escrito en colaboración con Agustín Mahieu que se estrenó el 3 de junio de 1965 y que tuvo como protagonistas a Héctor Pellegrini y María Cristina Laurenz.

## Sinopsis
La historia de amor en Buenos Aies de una pareja de jóvenes provincianos.

## Reparto
- Héctor Pellegrini
- María Cristina Laurenz
- Lola Palombo
- Jorge Villalba
- Orlando Bohr

## Comentarios
La Nación comentó sobre la película:

”Un film que invita a más de una reflexión sobre los alcances y los propósitos del cine argentino de hoy… María Cristina Laurenz encaró con mucha precisión a su personaje.”

El crítico César Magrini escribió en El Cronista Comercial:

”Es excelente la fotografía de Souto… Pero la alabanza mayor se la lleva la pareja de protagonistas.”